# Francisco de Francisco y Díaz
Francisco de Francisco y Díaz (1862-siglo XX) fue un militar, escritor y profesor español.

## Biografía
Nació en 1862 en la localidad toledana de Ocaña. Capitán de Caballería, doctor en Derecho y en Ciencias y profesor mercantil y de la Escuela de Artes y Oficios, dirigió o redactó las publicaciones periódicas Revista Antillana, Revista de Estudiantes, Anales de la Academia de Ciencias y Letras y Anales del Ejército y de la Armada (1902).